# شامات (ألبوم)
شامات الألبوم الغنائيّ الثاني للفنّانة السورية لينا شاماميان من توزيع الموسيقيّ باسل رجوب، أطلق الألبوم في أيار/مايو 2007.

## قائمة الأغاني
1. قبل العشا
2. يا مسافرة
3. حوّل يا غنّام
4. يما لالا
5. شآم
6. سحر
7. دعوني أجود
8. ساريري هوڤيين مارنيم
9. بالي معاك

## روابط خارجيّة
- صفحة الألبوم على موقع الرسمي للينا شاماميان